# Konzulat Republike Slovenije v Portu
Konzulat Republike Slovenije v Portu je diplomatsko-konzularno predstavništvo (konzulat) Republike Slovenije s sedežem v Portu (Portugalska); spada pod okrilje Veleposlaništvu Republike Slovenije na Portugalskem.
Trenutni častni konzul je Francisco Silva de Calheiros e Menezes.